# Іркутська ГЕС
Іркутська ГЕС — ГЕС на річці Ангара, Іркутськ, Іркутська область, Росія. ГЕС є першою сходинкою Ангарського каскаду.

## Загальні відомості
Будівництво Іркутської ГЕС почалося у 1950 , закінчено у 1958. ГЕС є русловою з поєднаною будівлею ГЕС. Склад споруд ГЕС:
- бетонна водозливна гребля;
- суміщена будівля ГЕС довжиною 240 м;
- земляна насипна гребля з суглинним ядром найбільше заввишки — 44 м і завдовжки — 2500 м, що складається з лівобережної, острівної, руслової та правобережної ділянок.

Висота верхнього б'єфу над рівнем моря (НПР) становить 457 м По греблі ГЕС проходить автодорожній перехід. Судноплавних шлюзів ГЕС не має, оскільки наскрізне судноплавство по Ангарі відсутнє, проте місце для шлюзів зарезервовано.
Потужність ГЕС — 662,4 МВт, середньорічне вироблення — 4,1 млрд кВт·год. У будівлі ГЕС встановлено 8 поворотно-лопатевих гідроагрегатів потужністю по 82,8 МВт, що працюють при розрахунковому напорі 26 м. Обладнання ГЕС застаріло і зношене, проводиться його модернізація.
Напірні споруди ГЕС (довжина напірного фронту 2,73 км) утворюють велике Іркутське водосховище, що включає в себе озеро Байкал. ГЕС спроєктовано інститутом «Гідропроєкт». 
Іркутська ГЕС контролюється ВАТ «Іркутськенерго», проте греблі ГЕС знаходяться у федеральній власності, планується їх передача ВАТ «РусГідро».

## Історія будівництва
Фактично комплексні дослідження на Ангарі почалися у 1930, коли при ВРНГ було створено «Управління з вивчення Ангарської проблеми». У 1931 це «Управління» було перейменовано в «Бюро Ангари» і увійшло до складу тресту «Гідроенергопроєкт».
У 1935 під керівництвом професора В. М. Малишева було закінчено перший етап дослідницьких робіт з проблеми Ангари, результатом якого з'явилися: схема використання верхньої ділянки Ангари, схематичний проєкт першочергової байкальської «Іркутської» гідроустановки і техніко-економічної схеми Прибайкальского комплексу промислових підприємств, споживачів її енергії. Ці матеріали у 1936 були розглянуті експертною комісією Держплану СРСР. Результатом розгляду стало рішення про будівництво на р.. Ангарі шести ГЕС , що утворюють безперервний каскад. Першочерговим з усіх Ангарських гідроелектростанцій за сукупністю умов, була намічена сама верхня — Іркутська ГЕС. Друга світова війна перервала проєктні роботи.
У серпні 1947 за рішенням ЦК ВКП (б) і Ради Міністрів СРСР в Іркутську на Конференції Академії Наук СРСР були намічені реальні шляхи рішення Ангарської проблеми, зокрема проведення спеціальних вишукувань для розробки завдання на проєктування Іркутського гідровузла — першого ступеня каскаду.
У 1948 Іркутська ГЕС включена в титульний список проєктно-вишукувальних робіт тресту «Гідроенергопроєкт» «МОСГІДЕП».
До кінця 1949 проєкт гідроелектростанції був розроблений і затверджений, а в січні 1950 урядом СРСР прийнято рішення про спорудження Іркутського гідровузла. І вже через місяць у створі майбутньої греблі з'явилися перші гідробудівники. Для виконання робіт з будівництва Іркутської ГЕС в системі Главгідроенергобуду Міністерства електростанцій було організовано спеціальне будівельно-монтажне управління «Ангарагесстрой».
При проєктуванні каскаду гідростанцій на Ангарі інженери Гідроенергопроєкт пропонували для підвищення потужності ГЕС спрямованим вибухом створити проран у витоку Ангари. Справа в тому, що її обсяг стоку і спрацювання водосховища рівень обмежується рівнем дна річки в створі Шаман-каменю. Це обмеження впливає на пропускну здатність витоку і, отже, на витрату води на Іркутській ГЕС, особливо при низьких рівнях Байкалу. Створення прорану глибиною 25 м дозволило б направити в Ангару близько 120 км³ на рік води і тим самим збільшити середньорічне вироблення електроенергії на каскаді. Проте ця ідея викликала протести громадськості і залишилася нереалізованою. Сибірські вчені та письменники опублікували в жовтні 1958 відкритий лист-протест в «Літературній газеті».
Проєкт ГЕС неодноразово змінювався, наприклад, за первинними варіантам планувалося будівництво пригребельної будівлі ГЕС та судноплавних шлюзів.
Остаточне затвердження переробленого проєкту було вироблено Міністерством електростанцій 16 листопада 1955, менш ніж за рік ( 10 липня 1956 ) була перекрита Ангара, а 28 грудня 1956 поставлений під навантаження перший гідроагрегат. У 1958 будівельники достроково ввели в експлуатацію останні два агрегати, і Іркутська ГЕС запрацювала на повну проєктну потужність. 24 жовтня 1959 Державна комісія під головуванням М. Н. Маркелова, голови Східно-Сибірського раднаргоспу, прийняла Іркутську гідроелектростанцію в постійну експлуатацію.

## Іркутське водосховище
Іркутське водосховище заповнювалося протягом семи років. За цей час підпір від греблі поширився на озеро Байкал, підвищивши його рівень на 1,46 метра. Таким чином, з одного боку, долина Ангари перетворилася в затоку Байкалу, а з іншого — саме велике озеро стало головною регулюючої частиною Іркутського водосховища.
В результаті наповнення Іркутського водосховища була затоплена частина Навколобайкальської залізниці від Іркутська до селища Байкал, що проходила вздовж Ангари, що перетворило НБЗ у тупикову ділянкук.

## Ресурси Інтернету
- Опис Іркутської ГЕС на сайті ВАТ «Іркутськенерго» [Архівовано 5 березня 2014 у Wayback Machine.](рос.)
- Сайт інституту «Гідропроєкт» [Архівовано 1 серпня 2010 у Wayback Machine.](рос.)
- Іркутська ГЕС. Фоторепортаж [Архівовано 29 травня 2013 у Wayback Machine.](рос.)